# Chorotypus haani
Chorotypus haani är en insektsart som beskrevs av Brunner von Wattenwyl 1898. Chorotypus haani ingår i släktet Chorotypus och familjen Chorotypidae. Inga underarter finns listade i Catalogue of Life.